# Johann von Ulmenstein

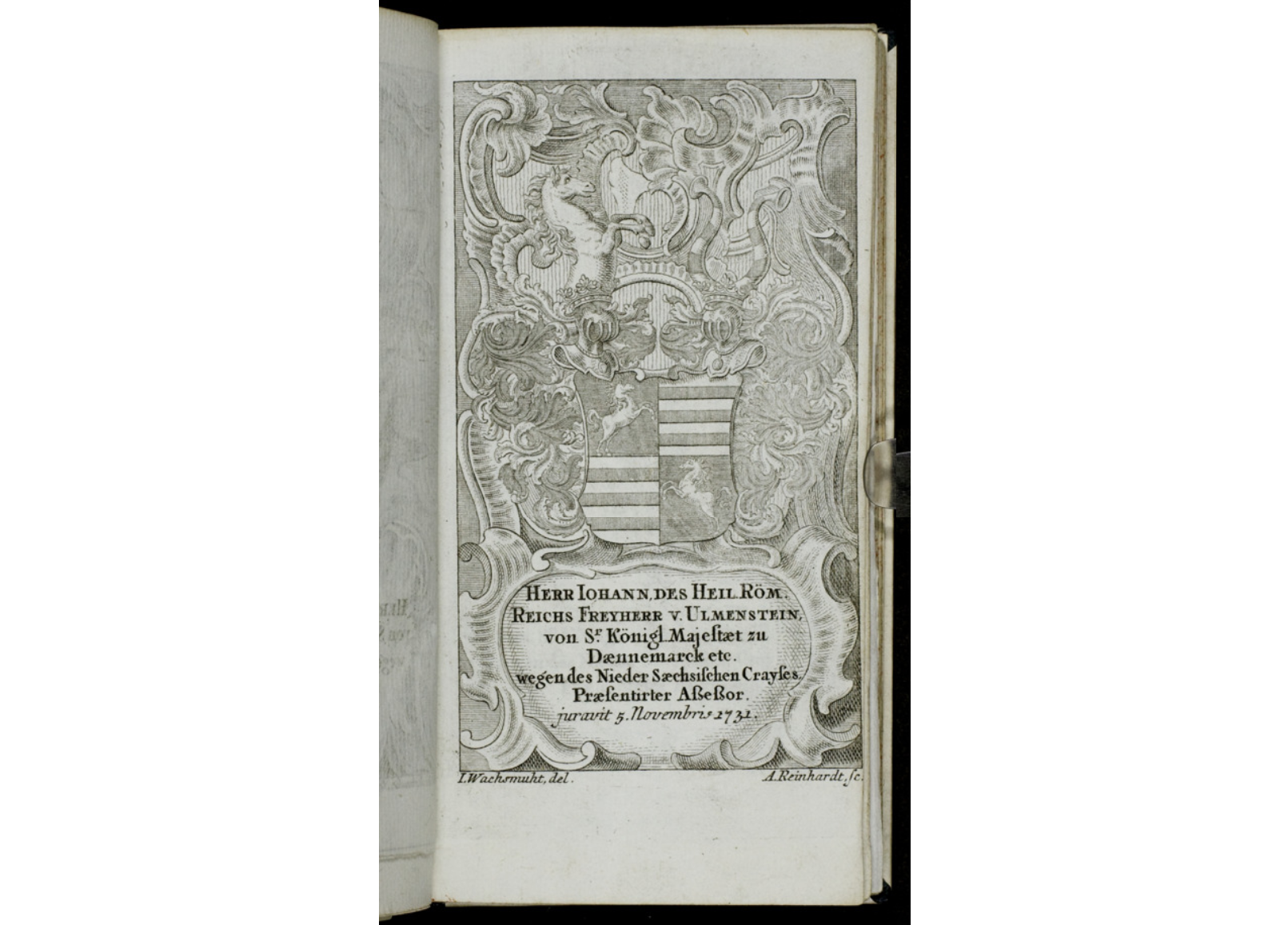
Wappen des Kammergerichtsassessors Johannes von Ulmenstein (aus: Des Kaiserlichen und Reichscammer-Gerichts-Kalender, 1736–1800, Band 1750, S. 45.)

Johann von Ulmenstein, auch Johannes von Ulmenstein (* 19. Oktober 1695 in Elchingen als Johann Schumacher; † 21. November 1751 in Wetzlar), war ein deutscher Jurist. In der ersten Hälfte des 18. Jahrhunderts stand er im Dienste des Königs Friedrich IV. von Dänemark.

## Herkunft
Die Familie von Ulmenstein (ursprünglicher Name Schumacher) stammte aus dem zum Ulmer Landgebiet gehörenden Dorf Bermaringen; ihre Wurzeln lassen sich bereits im 16. Jahrhundert nachweisen. Paul Schumacher, der Urgroßvater von Johann von Ulmenstein, zog gegen 1600 in die Reichsstadt Ulm, wo er kurz nach seiner Eheschließung das Bürgerrecht erlangte und zum Meister der Zunft der Sattler ernannt wurde. Seine drei Söhne heirateten nach altem Brauch in die jeweilige Handwerkerfamilie ein. Sein Enkel Johann Ulrich Schumacher (1669–1732), der Vater von Johann, stand im Dienst des kurpfälzischen Militärs im Rang eines Rittmeisters der Kavallerie und heiratete die württembergische Pfarrerstochter Katharina Miller.

## Leben und Wirken
Johann von Ulmenstein wurde am 19. Oktober 1695 in Elchingen geboren und in der evangelischen Kirche in Pfuhl getauft. In Ulm besuchte er das Gymnasium illustre. 
Sein Jurastudium absolvierte er von 1714 bis 1716 an der Universität Altdorf. Es schloss sich 1716 ein juristisches Praktikum bei dem Geheimen Rat Dr. iur. August Hoffmann in Frankfurt am Main an. Später praktizierte er weitere drei Jahre am Reichskammergericht (RKG) in Wetzlar. In Anbetracht des Datums zur Immatrikulation in Altdorf im Jahr 1714 ist dieser Aspekt hinsichtlich der konkreten Jahresabgaben umstritten. So habe demnach Ulmenstein von 1717 bis 1719 als Praktikant bei dem Juristen Johann Franz Adolf Sachsensche in Wetzlar gewirkt. 
Kurz nach dem Ablegen der Examina wurde Ulmenstein zusammen mit seinem Vater in den Adelsstand erhoben, um in die Wetzlarer Kameralgesellschaft als RKG-Beisitzer aufgenommen werden zu können.
Ab 1719 diente Ulmenstein als Sekretär des Grafen Anton II. von Aldenburg, was dadurch begünstigt wurde, dass sein Vater zuvor als Amtmann in Homburg vor der Höhe diente und verwandtschaftliche Beziehungen zwischen den Häusern Aldenburg und Hessen-Homburg bestanden. Ulmenstein kümmerte sich zwölf Jahre lang neben seiner Arbeit am Revisionsgericht in Varel und am Landgericht in Kniphausen um aldenburgische Verhandlungen an den höchsten Reichsgerichten.
Weil Varel der gräflich-oldenburgischen Obrigkeit zustand und durch die königlich-dänische Deutsche Kanzlei in Kopenhagen verwaltet wurde, führte er mehrere Aufträge am Hofe König Friedrich IV. von Dänemark aus. Die Bindung an den dänischen Königshof führte im Jahr 1728 zur Ernennung Ulmensteins zum Kreis-Assessor. Im August 1731 wurde er als „königlich-dänischer,- gräflich-oldenburgischer Etats-, Kanzlei- und Regierungsrat“ delegiert.
Am 19. April 1728 erhielt Ulmenstein von der Universität Rinteln das Diplom des Doktors der Jurisprudenz; im August 1731 wurde er durch König Friedrich IV. von Dänemark zum Staatsrat ernannt, ohne dass er die dänische Staatsbürgerschaft annahm. Per Beschluss im Plenum des Reichskammergerichtes Wetzlar wurde Ulmenstein im September 1731 als Kammerassessor rezipiert.
Im Jahr 1738 wurde Ulmenstein in die Schwäbische Ritterschaft des Kantons Kocher aufgenommen. 1740 wurde er in die Rheinische Reichsritterschaft Koblenz rezipiert sowie  1749 in die Fränkische Reichsritterschaft. 
1745 erhielt Ulmenstein die Gelegenheit, sich für eine Amtsstelle am Reichshofrat zu präsentieren, wurde möglicherweise (so auch Siegrid Jahns) in Wien für diese Anstellung vorgeschlagen. Am 10. September 1745 wurde er durch den bayerischen Kurfürsten Maximilian III. in dessen Eigenschaft als Reichsvikar in den Reichsfreiherrenstand erhoben.
Johann von Ulmenstein blieb in seinem Amt als Reichskammergerichtsassesor bis zu seinem Tode am 21. November 1751 in der Freien Reichsstadt Wetzlar. Sein bibliothekarischer Nachlass ist durch einen Auktionskatalog überliefert.

## Ehen und Kinder
1720 heiratete Ulmenstein Elisabeth Bode, die Tochter eines aus dem unter dänischer Verwaltung stehenden Oldenburg stammenden Kaufmanns; aus dieser Ehe gingen u. a. Anton von Ulmenstein, ein Celler Justizbeamter sowie Christian von Ulmenstein, ein Fränkischer Kreis-Assessor und Mitglied einer Vereinigung von Kameraljuristen hervor. Seine zweite Ehe schloss Ulmenstein 1740 mit Luise Salome (1716–1746), der Tochter des Geheimen Rats Dr. jur. Johann Jakob von Wieger. Nach deren Tod heiratete er 1747 deren Schwester Maximiliane Charlotte (1719–1749); beide Ehen blieben kinderlos. Im August 1749 heiratete er Veronika Maria Baroness von Buchenau. Aus dieser Ehe ging Friedrich Wilhelm Albrecht hervor, der unter anderem als Historiograph der Stadt Wetzlar wirkte.

## Publikationen
Die Inauguraldissertation des Johannes Schumacher De jure praesentandi Assessorem in Camera Imperialii. Rintelm 1728, erschien postum als 2. Auflage unter dem Titel Joannis L.B. de Ulmenstein, Quondam Camerae Imperialis Assessoris. Tractatus Juris Publici de Jure Praesentandi Assessorem in Camera Imperialii: Cui nunc Assessit Catalogus Personarum Collegii Cameralis ab Anno MDCLIV usque MDCCLXV. Wetzlar 1765.